# Медзяна Гура (гміна)
Гміна Медзяна Гура (пол. Gmina Miedziana Góra) — сільська гміна у східній Польщі. Належить до Келецького повіту Свентокшиського воєводства.
Станом на 31 грудня 2011 у гміні проживало 10782 особи.

## Територія
Згідно з даними за 2007 рік площа гміни становила 70.84 км², у тому числі:
- орні землі: 47.00%
- ліси: 44.00%

Таким чином, площа гміни становить 3.15% площі повіту.

## Населення
Станом на 31 грудня 2011:
| Опис     | Загалом | Загалом | Чоловіки | Чоловіки | Жінки | Жінки |
| -------- | ------- | ------- | -------- | -------- | ----- | ----- |
| одиниця  | осіб    | %       | осіб     | %        | осіб  | %     |
| все      | 10782   | 100     | 5289     | 49.05    | 5493  | 50.95 |
| міське   | 0       | 100     | 0        |          | 0     |       |
| сільське | 10782   | 100     | 5289     | 49.05    | 5493  | 50.95 |

## Сусідні гміни
Гміна Медзяна Гура межує з такими гмінами: Загнанськ, Маслув, Мнюв, Пекошув, Стравчин.